# SpeedTouch 330

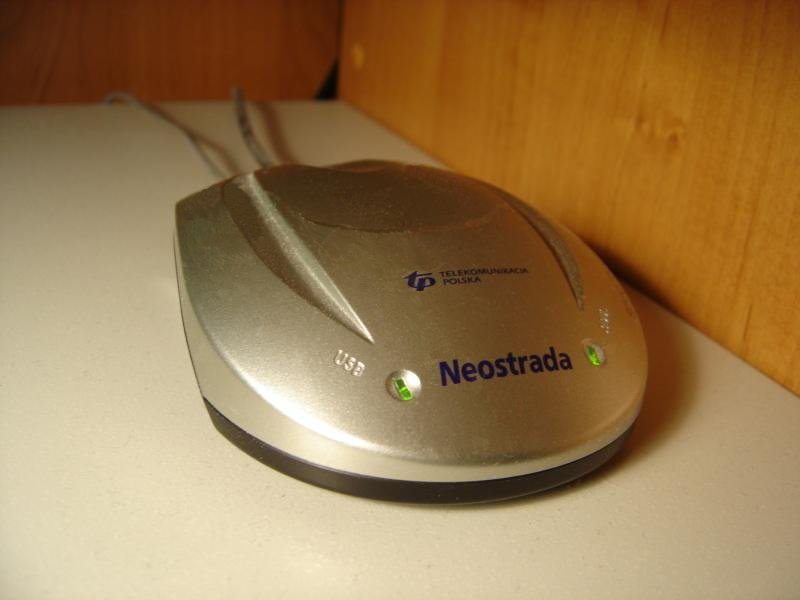
Alcatel SpeedTouch 330

El SpeedTouch 330 producido por Alcatel-Lucent/Thomson SA, es un tipo de módem ADSL USB básico. Principalmente es distribuido entre varios proveedores de banda ancha en el Reino Unido como Karoo, Orange, Onetel, Tiscali y Tesco.
Lo que ahora llaman el Speedtouch 330 de Thomson solía ser el Speedtouch USB mientras Alcatel todavía fabricaba productos Speedtouch. El Speedtouch USB y 330 es de hecho el mismo producto, y solo se diferencian aparentemente en que el software para uno trabajará sobre el otro.
El envío estándar se compone de dos filtros ADSL Speedtouch UK413 de banda ancha, un cable modular telefónico, el 6P2C, y el mismo módem. Existe versiones tanto en ISDN como de POTES (330 (i) contra 330). La página web Speedtouch del Reino Unido ha hecho los controladores de Windows Vista, cuya versión es 4.1, y están disponibles en su sitio WEB para descarga o como pedido, en CD durante abril de 2007.
Aunque el Speedtouch 330 sea usado para banda ancha ADSL, no aparece en el ordenador del usuario como una LAN o conexión a Internet de alta velocidad, sino más bien como una conexión de marcado telefónico. Los usuarios por lo tanto deben iniciar una conexión siempre que quieran conectarse a Internet.
El Speedtouch 330 es de hecho un módem básico, a diferencia de un módem router. Este solo puede conectar un ordenador a la vez, y no tiene ninguna característica integrada, como encaminamiento IP, cortafuegos, NAT, o conexión inalámbrica WLAN. Siendo un módem USB, y no un módem Ethernet, los controladores y el software deben ser instalados para que el Speedtouch USB pueda trabajar. La ausencia de una interfaz Ethernet también significa que no se puede construir una red de área local (LAN) usando este módem, incluso empleando un router compatible con USB o un concentrador. A no ser que usted use un ordenador capaz de realizar NAT (la traducción de dirección de red) y lo configure para ello, o realizar una red similar, con un servidor de masquerading con técnicas como HTTP o SOCKS, aunque el acceso es limitado con un ordenador.
Es notorio entre usuarios GNU/Linux, ya que no hay ninguna distribución principal Linux que permita al módem ser usado sin usar el marcado telefónico y usando programas libres. Hay, sin embargo, un número de artículos y detalles disponibles sobre como conseguir hacer funcionar el módem, aunque todavía se considera un trabajo difícil para un nuevo usuario Linux.
Parece que la única distribución Linux que hace la instalación de un speedtouch 330 fácil es PCLINUXOS, que encontrará el módem durante el arranque y le permitirá configurar todos los ajustes mediante un GUI. El Speedtouch 330 actualmente no trabaja con la última generación de ordenadores de Apple Macintosh con procesador Intel, dado que los controladores aún no han sido desarrollados.
El Speedtouch 330 normalmente no trabajará con el Windows 95. Aunque trabaje sobre la segunda edición de Windows 98 y Windows Me, los usuarios a veces tienen problemas instalando el módem. Esto es porque la interfaz USB fue presentado bajo el Windows 98, y no trabaja igual bajo sistemas operativos más avanzados como el Windows 2000 o Windows XP.
- Datos: Q5481504
- Multimedia: Speedtouch / Q5481504